# Glypta adachii
Glypta adachii là một loài tò vò trong họ Ichneumonidae.